# Нумер 482 (альбом)
«Нумер 482» — другий студійний альбом однойменного українського гурту «Нумер 482», виданий у 2006 році. Складається з 13 треків.

## Композиції
1. Інтуіція (3:37)
2. Паперове Кохання (3:45)
3. Ти Зі Мною (3:21)
4. Не Забувай (3:29)
5. Хочу (4:11)
6. Серце (4:41)
7. Краплі Та Скло (4:05)
8. Венера З Марсом (3:08)
9. Триллер (3:13)
10. Може Відбутись (3:56)
11. Любові Мало (2:45)
12. Ні (6:02)
13. Серце (Remix DJ Gorchitza) (3:09)